# Atipa (roman)
Pour les articles homonymes, voir Atipa (homonymie).
Atipa, roman guyanais, communément appelé Atipa est un roman écrit en créole guyanais par Alfred Parépou et publié en 1885 à Paris. Cette œuvre est mondialement connue et considérée comme le premier livre écrit dans une langue créole. Il est aussi reconnu par l’UNESCO comme œuvre représentative de l’humanité.

## Éponymie
Atipa est le prénom du personnage principal de ce roman.
Il est sans doute inspiré du célèbre poisson préhistorique des eaux guyanaises, l'Atipa.

## Historique
Atipa a été écrit par un certain Alfred Parépou. Cependant, l’identité de celui-ci n’est pas clairement établie. Il pourrait en fait s’agir d’un pseudonyme. Les spécialistes hésitent entre deux paternités possibles : celle d’Alfred de Saint-Quentin ou de Pierre Félix Anthénodore Météran. 
Ce livre a marqué un tournant dans l’histoire du créole guyanais, puisqu’il a contribué à légitimer celui-ci en tant que langue à part entière, et commencé à le codifier par une version écrite.

## Résumé
Atipa raconte l’histoire d’un héros bon vivant qui chante la richesse et les beautés de son pays. Il développe en outre une réflexion sur l’assimilation et la ruée vers l’or, considérée comme un désastre économique. Il critique les mœurs guyanaises de l’époque – par exemple un manque de solidarité entre les guyanais. Toutes ces réflexions contribuent à donner à ce roman - véritable œuvre littéraire "picaresque" - un propos éminemment économique et politique.